# 菲利佩什蒂鄉
46°45′26″N 26°52′54″E / 46.7571°N 26.8818°E
菲利佩什蒂鄉（羅馬尼亞語：Comuna Filipești, Bacău），是羅馬尼亞的鄉份，位於該國東北部，由巴克烏縣負責管轄，面積68平方公里，海拔高度174米，2007年人口4,738，人口密度每平方公里70人。